# Aloe abhaica
Aloe abhaica é uma espécie de liliopsida do gênero Aloe, pertencente à família Asphodelaceae.